# Parameras de Maranchón, hoz del Mesa y Aragoncillo
Parameras de Maranchón, hoz del Mesa y Aragoncillo este o arie protejată (arie specială de conservare — SAC, sit de importanță comunitară — SCI, arie de protecție specială avifaunistică — SPA) din Spania întinsă pe o suprafață de 46.871,76 ha, integral pe uscat.

## Localizare
Centrul sitului Parameras de Maranchón, hoz del Mesa y Aragoncillo este situat la coordonatele 41°02′21″N 2°07′04″W / 41.0392°N 2.1179°V.

## Înființare
Situl Parameras de Maranchón, hoz del Mesa y Aragoncillo a fost declarat sit de importanță comunitară în decembrie 1997 pentru a proteja 2 specii de plante și 22 de specii de animale. Alte tipuri de protecție:
- arie de protecție specială avifaunistică (în iulie 2005)[2]
- arie specială de conservare (în februarie 2017)[1][3][4]

## Biodiversitate
Situată în ecoregiunea mediteraneană, aria protejată conține 29 de habitate naturale: Formațiuni ierboase bogate în specii de Nardus, dezvoltate pe substraturi silicioase în zone montane (și în zone submontane, în Europa continentală), Peșteri inaccesibile publicului, Matorral arborescenți cu Juniperus spp., Pajiști cu Molinia pe soluri calcaroase, turboase sau argilos-nămoloase (Molinion caeruleae), Pajiști umede mediteraneene cu ierburi înalte de Molinio-Holoschoenion, Roci stâncoase cu vegetație pionieră de Sedo-Scleranthion sau Sedo albi-Veronicion dillenii, Lande oro-mediteraneene cu formațiuni endemice de grozamă, Păduri termofile cu Fraxinus angustifolia, Grohotișuri termofile și vest-mediteraneene, Pseudostepă cu ierburi și specii anuale de Thero-Brachypodietea, Galerii de Salix alba și de Populus alba, Pajiști carstice calcaroase sau bazofile, de Alysso-Sedion albi, Păduri de Quercus ilex și Quercus rotundifolia, Păduri iberice de Quercus faginea și Quercus canariensis, Iazuri temporare mediteraneene, Pante stâncoase calcaroase cu vegetație casmofită, Fânețe de joasă altitudine (Alopecurus pratensis, Sanguisorba officinalis), Păduri pe pante, grohotișuri și ravene de Tilio-Acerion, Pășuni mediteraneene udate de apa mării (Juncetalia maritimi), Păduri de stejar galițio-portugheze cu Quercus robur și Quercus pyrenaica, Păduri de pin mediteraneene cu pini mezogeni endemici, Păduri endemice cu Juniperus spp., Ape puternic oligomezotrofe cu vegetație bentonică cu Chara spp., Pante stâncoase silicioase cu vegetație casmofită, Izvoare petrifiante cu formare de travertin (Cratoneurion), Lacuri eutrofice naturale cu vegetație de tip Magnopotamion sau Hydrocharition, Pajiști alpine și subalpine calcaroase, Tufărișuri termo-mediteraneene și de pre-deșert, Pajiști uscate europene.
La baza desemnării sitului se află mai multe specii protejate:
- plante (2): Apium repens, Coronopus navasii
- păsări (19): pescăruș albastru (Alcedo atthis), fâsă-de-câmp (Anthus campestris), acvilă de munte (Aquila chrysaetos), buha (Bubo bubo), pasărea ogorului (Burhinus oedicnemus), Chersophilus duponti, mierla de apă (Cinclus cinclus), presură de grădină (Emberiza hortulana), șoim călător (Falco peregrinus), Galerida theklae, vulturul pleșuv sur (Gyps fulvus), ciocârlie de pădure (Lullula arborea), mierlă de piatră (Monticola saxatilis), vultur egiptean (Neophron percnopterus), Oenanthe leucura, Pyrrhocorax pyrrhocorax, turturică (Streptopelia turtur), silvie de tufiș (Sylvia undata), spârcaci (Tetrax tetrax)
- mamifere (1): vidră de râu (Lutra lutra)
- pești (2): Cobitis paludica, Parachondrostoma miegii

Pe lângă speciile protejate, pe teritoriul sitului au mai fost identificate 15 specii de plante, 1 specie de păsări.